# Selar boops
Selar boops är en fiskart som först beskrevs av Cuvier, 1833.  Selar boops ingår i släktet Selar och familjen taggmakrillfiskar. Inga underarter finns listade i Catalogue of Life.